# دهه ۱۳۹۰ (پیش از میلاد)
دهه ۱۳۹۰ (پیش از میلاد) صد و سی و نهمین دهه قبل از مبدا شروع تقویم میلادی است.